# PeR
PeR est un groupe musical letton de pop et de beatbox formé en 2007. Il est composé de Ralfs Eilands et Edmunds Rasmanis.

## Biographie
Le 16 février 2013, il est choisi pour représenter la Lettonie au Concours Eurovision de la chanson 2013 à Malmö, en Suède avec la chanson Here We Go (Allez, on y va).